# Elaeis oleifera
Elaeis oleifera of Amerikaanse oliepalm is een soort palm. In Suriname is de palm bekend als obe (van Akan: abe of Yoruba: ope) De soort komt voor in tropisch Zuid-Amerika en Centraal-Amerika, tussen Honduras en Noord-Brazilië. 